# ماسیمیلیانو فوسانی
ماسیمیلیانو فوسانی (انگلیسی: Massimiliano Fusani؛ زادهٔ ۱۷ ژوئیهٔ ۱۹۷۹) بازیکن فوتبال اهل ایتالیا است.
از باشگاه‌هایی که در آن بازی کرده‌است می‌توان به باشگاه فوتبال اینتر میلان، باشگاه فوتبال پروجا، باشگاه فوتبال مودنا، باشگاه فوتبال کیه‌وو ورونا، باشگاه فوتبال باری، و باشگاه فوتبال ساسولو اشاره کرد.